# بانک ملی راس‌الخیمه
بانک ملی راس‌الخیمه (انگلیسی: RAKBank) شرکت خدمات مالی و بانکداری اماراتی است، که در سال ۲۰۱۳ تأسیس شد.